# Мерсье, Луи-Анри
Луи́-Анри́ Мерсье́ (фр. Louis-Henri Mercier; настоящее имя: Анри́ Гоэ́гг — Henri Goegg) — швейцарский фальсификатор почтовых марок, работавший в Женеве в конце XIX — начале XX века, предприятие которого стало основой для деятельности гораздо более успешного фальсификатора Франсуа Фурнье.

## Предприятие Мерсье
Гоэгг основал свой бизнес в Швейцарии, зарегистрировав 27 августа 1890 года собственный товарный знак под № 3165. Он специализировался на репродукциях старых швейцарских почтовых марок, которые называл «reimpressions» («повторные оттиски»). В своих рекламных объявлениях он заявлял:

Повторные оттиски печатаются по одному на тщательно подготовленных печатных формах и на бумаге того же времени, что и подлинники, что может ввести в заблуждение глаз настоящего знатока и эксперта. Все эти марки погашены.
Оригинальный текст (англ.)
The reimpressions are printed one at a time on plates carefully prepared, and on paper of the period of the originals, which is deceiving to the eye of the greatest connoisseur and most expert. All these stamps are cancelled.

В 1893 году Гоэггом была опубликована брошюра с описанием отличий его репродукций от подлинных почтовых марок.

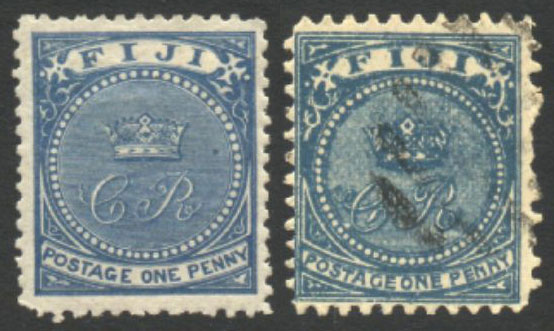
Марка Фиджи (1871): слева — настоящий экземпляр(Sc #15), справа — подделка Мерсье

27 июля 1894 года Гоэгг зарегистрировал новый товарный знак № 7004 под именем Луи-Анри Мерсье, возможно, для того, чтобы лучше соответствовать франкоговорящей Женеве, и именно это имя он использовал в дальнейшем.

## Банкротство
Несмотря на то что фальшивки Мерсье были высокого качества, его бизнес не стал успешным в финансовом плане, и со временем он обанкротился. Франсуа Фурнье приобрёл материалы Мерсье в Бюро по банкротствам в 1904 году и воспользовался ими, чтобы начать собственный бизнес на фальшивках.

## Почётные награды
Фурнье хвастался медалями, которые его продукция завоевала на международных филателистических конкурсах, но эти призы фактически были присуждены не ему, а Мерсье за его работы. Среди полученных Мерсье наград — шесть почётных крестов, один почётный знак, восемь золотых медалей, четыре гран-при и шесть почётных дипломов. Они были присуждены ему на филателистических выставках в Сент-Этьене (1895), Ницце (1896), Марселе (1896 и 1897), Тулоне (1897) и Лионе (1898). В те времена ещё вручались медали за факсимильные репродукции (копии), хотя ныне они были бы незаконны и считались бы просто фальшивками.